# میمتیک
میمتیک، یاده‌شناسی، (انگلیسی: Memetics) مطالعه اطلاعات و فرهنگ بر اساس قیاس با داروینیسم است. حامیان یاده‌شناسی را به عنوان رویکردی به مدل‌های سیر تکاملی دی‌ان‌ای انتقال اطلاعات توصیف می‌کنند. یاده‌شناسی توضیح می‌دهد که چگونه یک ایده می‌تواند با موفقیت منتشر شود، اما لزوماً به معنای واقعی بودن یک مفهوم نیست.
میم‌ها بلوک‌های سازنده نرم‌افزار فرهنگی هستند که دستگاه درک ما را تشکیل می‌دهند. الگوهای رفتاری از فردی به فرد دیگر از طریق مشاهده و یادگیری اجتماعی - چه چهره به چهره یا از طریق رسانه‌های ارتباطی مانند نوشتن، تلویزیون یا اینترنت پخش می‌شوند. از طریق مشاهده و یادگیری اجتماعی، افراد مهارت‌ها، باورها، نگرش‌ها و ارزش‌ها را درونی و جذب می‌کنند و اینها بخشی از نرم‌افزار فرهنگی آنها می‌شود. به این ترتیب، میم‌ها از ذهن به ذهن منتقل می‌شوند، در نرم‌افزار فرهنگی ما تطبیق داده می‌شوند و بخشی از ما می‌شوند. فرهنگ یک سیستم ارثی است: ما نرم‌افزار فرهنگی خود را از اطرافیان خود به ارث می‌بریم و آن را به کسانی که به نوبه خود با آنها ارتباط برقرار می‌کنیم، منتقل می‌کنیم. میم‌ها مانند ژن‌ها واحدهای وراثت هستند، اما وراثت یک میراث فرهنگی است. ما ژن‌های خود را از والدین خود به ارث می‌بریم. اما می‌توانیم میم‌های خود را از هر کسی که از او یادمی‌گیریم، تقلید می‌کنیم یا با او ارتباط برقرار می‌کنیم به ارث می‌بریم. ما ژن‌های خود را به فرزندانمان منتقل می‌کنیم. اما می‌توانیم میم‌های خود را به هر کسی که از ما یادمی‌گیرد، از ما تقلید می‌کند یا با ما ارتباط برقرار می‌کند، منتقل کنیم.
میمتیک، ایده‌ها را نوعی ویروس می‌بیند که گاهی علی‌رغم حقیقت و منطق منتشر می‌شود. اصل آن این است: باورهایی که زنده می‌مانند لزوماً درست نیستند، قوانینی که زنده می‌مانند لزوماً منصفانه نیستند و آیین‌هایی که زنده می‌مانند لزوماً ضروری نیستند. چیزهایی که زنده می‌مانند، بقا پیدا می‌کنند زیرا در «زنده ماندن» خوب هستند.
همان‌طور که ژن‌ها می‌توانند با هم کار کنند تا مجتمع‌های ژنی سازگاری هم‌زمان را تشکیل دهند، گروه‌هایی از میم‌ها نیز که با هم عمل می‌کنند، مجتمع‌های میم سازگار یا میمپلکس را تشکیل می‌دهند. ممپلکس‌ها شامل (در میان بسیاری چیزهای دیگر) زبان، سنت، نظریه علمی، مؤسسه مالی و دین است.

## بررسی اجمالیمیم
ریچارد داوکینز (۱۹۷۶) اصطلاح میم (از واژه یونانی mimeme به معنای «تقلید») را برای توصیف واحد انتقال فرهنگی ابداع کرد. میم به عنوان یک وسیله حافظه عمل می‌کند که می‌تواند از فردی به فرد دیگر و از نسلی به نسل دیگر در قالب کلمات گفتاری یا نوشتاری یا به عنوان مثال منتشر شود. میم‌ها شامل ایده‌ها، دانش و مفاهیم هستند. سوزان بلک‌مور (۱۹۹۹) بیشتر میم را به عنوان دارای ویژگی‌هایی تعریف کرده است که حافظه را منتقل می‌کند، می‌تواند به‌طور تصادفی متفاوت باشد و در معرض انتخاب است. فرانسیس هیلیگن (۱۹۹۸) معیارهای لازم  انتخاب برای انتشار موفقیت‌آمیز میم‌ها از نسلی به نسل دیگر را مشخص کرده است.
1. در مرحله اول تکثیر میم یعنی همسان‌سازی، میم باید از طریق سرایت (در معرض قرار گرفتن) جذب شده و توسط میزبان پذیرفته شود و تا حدودی قابل قبول باشد.
2. در مرحله بعدی یعنی حفظ، میم باید توسط میزبان از طریق حافظه حفظ شود. با این مرحله انتخاب میم رخ می‌دهد. بدون حافظه، یک میم خاموش می‌شود و نمی‌تواند به مرحله بعدی یعنی بیان ادامه پیدا کند. حفظ یک میم به سودمندی، علاقه و ارتباط درک شده برای میزبان بستگی دارد.
3. آخرین مرحله انتقال است، ابزار فیزیکی که میم را می‌توان به میزبان بالقوه بعدی منتقل کرد. انتقال ممکن است از طریق حرکات فیزیکی (حرکات دست یا صورت)، گفتار، کلام گفتاری یا نوشتاری یا تصاویر رخ دهد.

میم‌هایی که رفتار اجتماعی دیکته شده را بیان می‌کنند را می‌توان به دو دسته سکولار یا خداباورانه طبقه‌بندی کرد. به گفته ریچارد داوکینز (۱۹۷۶)، «مفهوم میم خدا پاسخی سطحی قابل قبول به سوالات عمیق و نگران کننده در مورد هستی ارائه می‌دهد.»
سوزان بلک‌مور (۱۹۹۹) تشخیص می‌دهد که ادیان حاوی الگوهای رفتاری هستند که رفتارهای خاصی از جمله اعمال جنسی و برخی رفتارهای مشارکتی را تنظیم می‌کند و می‌تواند پرخاشگری را تعدیل کند. از نظر عملیاتی، در اکثر قوانین مذهبی، میم خدا شامل تعدادی اعلان و احکام صریح است که ظاهراً به یک خدا نسبت داده می‌شود. در این پژوهش، این صفات خاص و رفتارهای دیکته شده را «میم خداباورانه» می‌نامند.
کلمه «کانن» canon از کلمه یونانی kanon مشتق شده است که به معنای «نی» یا «عصا» است، وسیله ای که توسط قدیم‌ها برای اطمینان از اندازه‌گیری صحیح در سنگ‌تراشی استفاده می‌شد. این اصطلاح به معنای اقدامی برای تعیین استانداردها بود و در قرن چهارم به معنای فهرستی از متون مذهبی ارتدکس بود (ملور ۱۹۷۲). اگرچه این اصطلاح برای اولین بار برای توصیف ادبیات مسیحی به کار رفت، اما می‌توان قدیس‌سازی را در قدیمی‌ترین سنت‌های متون دینی مستند کرد. از زمان بابلیان باستان، فرآیندی که در آن اعمال اقتدار در یک جمعیت، مطالب موجود در متون مکتوب را انتخاب و حذف می‌کنند، در نتیجه یک قانون مذهبی غیر متضاد با الگوهای خداباوری منسجم ایجاد می‌کنند. به‌طور کلی، عمل انتخاب الگوهای رفتاری خداباورانه با گذشت زمان کاهش می‌یابد، زیرا متن به یک قانون تخطی‌ناپذیر تبدیل می‌شود. در اینجا، قانون دینی به عنوان متشکل از میم‌های خداباورانه تعریف شده است که به‌طور صادقانه از نسلی به نسل دیگر رونویسی شده است. در پیدایش یک ادبیات متعارف یا ارتدوکس، پس از یک دوره اولیه از الگوهای رفتاری خداباورانه رقابتی، سرانجام یک گروه بر گروه دیگر چیره می‌شود. میم‌های خداباورانه ممکن است به صورت تغییرات تصادفی یا عمدی جهش پیدا کنند. تغییرات تصادفی شامل غلط املایی، حذف یا تکرار است. برت ایرمان (۱۹۹۳) تغییرات عمدی را به عنوان هماهنگی متن با قطعات موازی، حذف اشتباهات دستوری یا هموارسازی ابهامات طبقه‌بندی کرده است. با این حال، در برخی موارد، نویسنده تغییرات تنها قصد ایجاد متنی برای ارائه یک قانون را دارد و این کار را با وارد کردن میم‌های مغرضانه یا با اصلاح یا حذف میم‌هایی با دیدگاه‌های مخالف یا رقیب انجام می‌دهد.

## انواع میمتیک‌های خداباور در ارتباط با توان انسان برای بقا و تولیدمثل در قوانین مذهبی مختلف
جان دی. گوتش عقیده دارد که در مقطعی از تاریخ تکامل بشر، خودآگاهی انسان خلأ در تفسیر و درک انسان از دنیای خود را ایجاد کرد. در این مقطع انسان‌ها به پاسخ‌هایی نیاز داشتند تا ترس‌ها و اضطراب‌های ناشی از آگاهی از ناشناخته‌ها و اضطراب مرگ را کاهش دهند. مفهوم خدا این خلأ را پر کرد. با پیدایش نگارش در حدود ۶۰۰۰ سال پیش، ویژگی‌های خدا و رابطه بین انسان و خدا شکلی دائمی و پاک نشدنی به خود گرفت. این فرم‌های نوشتاری می‌توانند سه اثر متفاوت بر توانایی زیستی مخزن ژن داشته باشند: مثبت، منفی یا خنثی (بدون اثر). آنچه در جدول زیر برای حمایت از این مدل نشان داده شده است این است که ادبیات خداباورانه در معرض انتخاب قرار گرفته است. ادبیات خداباورانه تقویت کننده برازش باقی مانده است تا تبدیل به قانون شود. ادبیات خداباوری که نقش کم کردن توان برای بقا و تولیدمثل را داشتند، از انتخاب جان سالم به در نبرده و منقرض شده است.
| الگوی رفتاری                  | دین بابلی ۱۷۵۰ ق. م | دین کنعانی ۱۴۰۰ ق. م | یهودی ۷۰۰ ق. م | یهودی ۱۱۰۰ میلادی | مسیحی (کلیسای کاتولیک) ۱۱۰۰ میلادی | اسلام ۱۱۰۰ میلادی | مسیحی (کاتارها) ۱۱۰۰ میلادی | مسیحی شیکرها ۱۸۰۰ میلادی | مسیحی (معبد مردم) ۱۹۷۷ میلادی |
| ----------------------------- | ------------------- | -------------------- | -------------- | ----------------- | ---------------------------------- | ----------------- | --------------------------- | ------------------------ | ----------------------------- |
| خدا                           | معتقد               | معتقد                | معتقد          | معتقد             | معتقد                              | معتقد             | معتقد                       | معتقد                    | معتقد                         |
| آفرینش‌گرایی                   | معتقد               | معتقد                | معتقد          | معتقد             | معتقد                              | معتقد             | معتقد                       | معتقد                    | معتقد                         |
| زندگی پس از مرگ               | معتقد               | معتقد                | معتقد          | معتقد             | معتقد                              | معتقد             | معتقد                       | معتقد                    | معتقد                         |
| خودکشی                        | نامشخص              | نامشخص               | منع            | منع               | منع                                | منع               | تشویق                       | منع                      | تشویق                         |
| قربانی‌کردن کودک               | منع                 | فعال                 | فعال           | منع               | منع                                | منع               | منع                         | منع                      | منع                           |
| ازدواج                        | تشویق               | تشویق                | تشویق          | تشویق             | تشویق                              | تشویق             | منع                         | منع                      | تشویق                         |
| طلاق                          | مجاز                | نامشخص               | مجاز           | مجاز              | منع                                | مجاز              | منع                         | منع                      | منع                           |
| احترام والدین                 | تشویق               | تشویق                | تشویق          | تشویق             | تشویق                              | تشویق             | تشویق                       | تشویق                    | تشویق                         |
| چندهمسری                      | جایز                | جایز                 | جایز           | منع               | منع                                | مجاز              | منع                         | منع                      | منع                           |
| زنا با محارم                  | منع                 | تشویق                | منع            | منع               | منع                                | منع               | منع                         | منع                      | منع                           |
| رابطهٔ جنسی با همجنس           | نامشخص              | منع                  | منع            | منع               | منع                                | منع               | منع                         | منع                      | منع                           |
| فحشای مذهبی                   | نامشخص              | تشویق                | منع            | منع               | منع                                | منع               | منع                         | منع                      | منع                           |
| ازدواج با خارجی               | نامشخص              | نامشخص               | نامشخص         | ممنوع             | نامشخص                             | نامشخص            | نامشخص                      | نامشخص                   | نامشخص                        |
| شاخص توان برای بقا و تولیدمثل | کم / متوسط          | کم                   | متوسط          | بالا              | بالا                               | بالا              | کم                          | کم                       | صفر                           |

بیشتر تورات مربوط به ترسیم یک نظم جهانی معتبر است: ماهیت خدا، اعتبار خدا، رابطه خدا با انسان، و رفتارهای لازم برای کسب تقدس. اکثریت ۶۱۳ فرمان در تورات به این موضوعات اختصاص دارد. با این حال، در تاریخ طولانی و پر فراز و نشیب عبرانیان، شریعت باید برای تناسب با زمان، اصلاح می‌شد (جهش). ثبات قابل توجه قانون یهودی که از انبوه جمعیت‌های خاور نزدیک باستان پدید آمده است، به دلیل ادغام میم‌های خداباورانه بالابرنده توان برای بقا و تولیدمثل و رد میم‌های کاهش‌دهنده توان برای بقا و تولیدمثل است. با این حال، جمعیت عبری، در وضعیت بسیار باثبات توانایی زیستی خود، توسط قوانینی علیه ازدواج‌های مختلط محدود شدند. قانون مسیحی غیریهودیان و یهودیان ناراضی را قادر ساخت تا به همان سطح توانایی زیستی جمعیت یهودی برسند. قانون مسیحی که توسط بسیاری از مردم پذیرفته شده بود، توانست استراتژی‌های توانایی زیستی با ثبات کمتری را در سراسر امپراتوری روم تحت تأثیر قرار دهد. برای جمعیت‌های عرب که با شریعت شرک (دین) زندگی می‌کردند، محمد یک یکتاپرستی یهودی-عربی ایجاد کرد، که اساساً همان الگوهای رفتاری خداباورانه‌ای که در تورات عبری وجود دارد، در قرآن گنجانده شده است. در طول تاریخ بشر، برخی از جمعیت‌ها مِم‌های خداباورانه جهش‌یافته را فرض کرده‌اند که برای توانایی زیستی مضر بودند. شیکرها مسیحی نمونه بارز یک جمعیت مذهبی هستند که جهش مرگبار میمتیک خداباورانه تجرد را در خود جای داده‌اند.